# 王牧語
王牧語（英語：Bonnie Wang，1989年8月28日—）台灣新生代女演員，因清新的氣質而被稱為台版新垣結衣，在偶像劇《高塔公主》中飾演白雅萱。

## 影視作品

### 電視劇
| 年份 | 頻道             | 劇名                      | 角色         | 備註     |
| ---- | ---------------- | ------------------------- | ------------ | -------- |
| 2017 | 客家電視台       | 《勞動之王》              | 慧棋         | 客串     |
| 2018 | 東森             | 《高塔公主》              | 白雅萱       | 主要角色 |
| 2019 | 東森             | 《美味滿閣》              | 劉筱楓       | 配角     |
| 2020 | 三立都會台、華視 | 《廢財闖天關》            | 莫妮卡       | 配角     |
| 2020 | 三立都會台       | 《未來媽媽》              | 王倩倩       | 客串     |
| 2021 | 三立都會台、華視 | 《廢財闖天關2》           | 莫妮卡       | 配角     |
| 2021 | 三立都會台、台視 | 《戀愛是科學》            | Kelly        | 客串     |
| 2022 | 東森戲劇台       | 《額外旅程》              | 小麗         | 配角     |
| 2023 | 公視、八大戲劇台 | 《最佳利益2－決戰利益》   | 唐佩蓉       | 特別演出 |
| 2024 | 公視             | 《我的婆婆怎麼那麼可愛2》 | 養老村仲介   | 客串     |
| 2025 | 華視、公視台語台 | 《成功路上》              | 成功人士同學 | 客串     |

### 舞台劇
- 2023 表演工作坊《圓環物語》
- 2019 綠光劇團《再會吧北投PLUS》

### 微電影
- 新生命服務公益短片 幸福紙飛機
- HoYII紀念食記系列 微電影愛情片
- 實習費/飾女主角 林惠心

### 網路劇
- X情人-媽寶情人 飾Amy

### MV演出
| 年份 | 歌手   | 歌名               |
| ---- | ------ | ------------------ |
| 2020 | 李榮浩 | 《在一起嘛好不好》 |
| 2021 | 畢書盡 | 《看見愛情》       |

### 綜藝節目
- 2017年 人生high2
- 2017年 暢快韓國遊
- 2019年 飢餓遊戲

## 廣告代言
- 2017年 西雅圖 貝瑞斯塔拿鐵
- 2017年 屈臣氏 愛妳不肺力公益計畫
- 2017年 植淨美 3D香氛魅力
- 2018年 TOYOTA 給予篇
- 2018年 森永 DUO軟糖
- 2018年 台北捷運 列車獨白
- 2018年 開喜凍頂烏龍茶
- 2018年 Uber
- 2018年 大陸自然堂 CHANDO
- 2019年 大同空調 4效合一淨化升級
- 2019年 7-ELEVEN 夜間食堂-星級美味特賞 職場食況秀
- 2020年 家樂福集點換購 GoodPlus+
- 2020年 FIN 乳酸菌補給飲料TVC _ 活力生活篇
- 2020年 新光證券形象廣告 - 盤中零股交易
- 2022年 Hola週年慶家的不思議
- 2022年 Asus-投資顧問篇
- 2022年 Asus-品牌主理人篇
- 2022年 Asus- YouTuber篇
- 2022年 軒尼詩
- 2022年 崙背鮮乳
- 2023年 Line Friends World I Taipei 101
- 2023年 Bouncia自慢肌沐浴系列
- 2023年 坤悅涵仰 - 太平區新建案

## 外部連結
- 王牧語Bonnie的facebook專頁   （页面存档备份，存于）

- muyu_bon王牧語的instagram帳戶